# Alfa Hydri
Alfa Hydri (α Hyi / HD 12311 / HR 591) es una estrella de magnitud aparente +2,90 en la constelación de Hydrus, la segunda más brillante de la misma después de β Hydri. Se encuentra a 71 años luz de distancia del sistema solar. Informalmente recibe el nombre Head of Hydrus (en inglés "cabeza de la hidra"). No debe confundirse con Alfa Hydrae (α Hya), conocida como Alfard.
Alfa Hydri es una estrella de tipo espectral F0V con una temperatura superficial de 7140 K. 26 veces más luminosa que el Sol, su radio es 3,3 veces mayor que el radio solar, con una masa entre 1,9 y 2,0 masas solares. Hace aproximadamente 1000 millones de años empezó su vida como una estrella blanca de la secuencia principal de tipo A0-A2, y actualmente se está enfriando antes de transformarse en una estrella subgigante. Posteriormente se convertirá en una gigante roja con una luminosidad 40 veces mayor que la actual.
Con una velocidad de rotación de al menos 155 km/s, el período de rotación de Alfa Hydri es inferior a 26 horas, mucho más corto que el del Sol, que es de unos 25 días. La característica más destacable de Alfa Hydri es su elevada metalicidad, casi el doble de la solar. La diferencia en el contenido en metales (entendiendo por tales aquellos elementos más pesados que el helio) depende del elemento considerado; así, mientras el contenido de oxígeno es cuatro veces mayor que en el Sol, el de azufre apenas es un 12% mayor.